# Salutogenèse
La salutogenèse ou salutogénèse, est un concept développé par le sociologue médical Aaron Antonovsky qui désigne une approche se concentrant sur les facteurs favorisant la santé et le bien-être (physique, mental, social, etc.), plutôt que d'étudier les causes des maladies (pathogenèse),,.

## Étymologie
Le mot « salutogénèse », proposé par Aaron Antonovsky, vient du latin salus (la santé) et du grec genesis (l'origine).

## Sens de la cohérence
La salutogenèse est liée au « sens de la cohérence ». Une personne « cohérente » perçoit les événements comme compréhensibles, maîtrisables et  significatifs,.
Selon le psychiatre Jacques Besson :

« [...] on mesure une échelle de cohérence du patient, sur trois axes. D’abord est-ce que pour vous le monde est compréhensible ? Ensuite, est-ce que vous avez confiance dans vos ressources pour gérer votre vie ? Enfin, avez-vous confiance dans votre pouvoir de donner du sens à ce qui arrive ? Si vous avez des scores sur ces trois axes, vous avez de la cohérence, et avec de la cohérence, vous avez de la salutogenèse. C’est un des meilleurs prédicateurs pour la promotion de la santé. »